# William R. Corliss
William Roger Corliss (ngày 28 tháng 8 năm 1926 – ngày 8 tháng 7 năm 2011) là nhà vật lý và nhà văn người Mỹ nổi danh vì sở thích thu thập dữ liệu liên quan đến hiện tượng dị thường (bao gồm động vật học thần bí, di vật lạc lối và vật thể bay không xác định). Ông được xem là người kế tục trực tiếp nhất của Charles Fort. Arthur C. Clarke mô tả Corliss là "hậu nhân hiểu biết về khoa học hơn của Fort".

## Tiểu sử
Bắt đầu từ năm 1974, Corliss đã cho xuất bản một số tác phẩm nằm trong dự án "Sourcebook Project". Mỗi tập dành riêng cho một lĩnh vực khoa học (khảo cổ học, thiên văn học, địa chất học, v.v...) và các bài viết nổi bật hầu như chỉ chọn lọc từ các tạp chí khoa học. Corliss lấy cảm hứng từ Charles Fort là nhân vật nhiều thập kỷ trước đó cũng đã thu thập các báo cáo về các hiện tượng bất thường.
Nhiều bài báo viết trong các tác phẩm của Corliss từng được đề cập trước đó trong các tác phẩm của Charles Fort. Không giống như Fort vốn nổi tiếng với văn phong đặc trưng của mình, Corliss ban đầu ít đưa ra ý kiến của riêng mình hoặc bình luận về phần biên tập, thích để các bài báo tự nói ra hơn. Corliss trích dẫn tất cả các phần có liên quan của các bài báo (thường tái bản toàn bộ các bài báo hoặc câu chuyện, bao gồm cả hình ảnh minh họa). Trong một số nỗ lực sau này trên Sourcebook của mình, chẳng hạn như loạt bài về  Dị thường sinh học vào giữa thập niên 1990, Corliss góp phần bổ sung đánh giá của ông về cả độ tin cậy của những vụ tường trình và xếp hạng của chúng là dị thường. Các báo cáo được ghi chép đầy đủ từ những nguồn đáng tin cậy được xếp hạng "1" trong khi báo cáo hoàn toàn không có căn cứ được xếp hạng là "4", với "2" hoặc "3" đại diện cho báo cáo trung gian. Tương tự, ông sử dụng hạng "1" cho những dị thường không thể giải thích bằng lý thuyết khoa học hiện tại, trong khi "4" mô tả hiện tượng này là bất thường nhưng không thách thức lý thuyết khoa học.
Corliss viết khá nhiều ấn phẩm và bài báo khác, đặc biệt là bao gồm 13 cuốn sách giáo dục chuyên về thiên văn học, du hành vũ trụ và không gian ngoài thiên thể dành cho NASA và một số tương tự trao lại cho Ủy ban Năng lượng Nguyên tử và Quỹ Khoa học Quốc gia.

## Tác phẩm
Sách đã xuất bản bao gồm:
- Propulsion Systems for Spaceflight (1960)
- Radioisotopic Power Generation (viết cùng D. G. Harvey; 1964)
- Space Probes and Planetary Exploration (1965)
- Scientific Satellites (1967)
- Mysteries of the Universe (1967)
- Teleoperator Controls (viết cùng E. G. Johnsen; 1968)
- Mysteries Beneath the Sea (1970)
- Human Factors Applications in Teleoperator Design and Operation (viết cùng Johnsen; 1971)
- History of NASA Sounding Rockets (1971)
- Man and Atom (viết cùng Glenn T. Seaborg; 1971)
- History of the Goddard Networks (1972)
- The Interplanetary Pioneers (1972)
- Strange Phenomena: A Sourcebook of Unusual Natural Phenomena (1974)
- Strange Artifacts: A Sourcebook on Ancient Man (1974)
- The Unexplained (1976)
- Strange Life (1976)
- Strange Minds (1976)
- Strange Universe (1977)
- Handbook of Unusual Natural Phenomena (1977)
- Strange Planet (1978)
- Ancient Man: A Handbook of Puzzling Artifacts (1978)
- Mysterious Universe: A Handbook of Astronomical Anomalies (1979)
- Unknown Earth: A Handbook of Geological Enigmas (1980)
- Wind Tunnels of NASA (1981)
- Incredible Life: A Handbook of Biological Mysteries (1981)
- The Unfathomed Mind: A Handbook of Unusual Mental Phenomena (1982)
- Lightning, Auroras, Nocturnal Lights, and Related Luminous Phenomena (1982)
- Tornados, Dark Days, Anomalous Precipitation, and Related Weather Phenomena (1983)
- Earthquakes, Tides, Unidentified Sounds, and Related Phenomena (1983)
- Rare Halos, Mirages, Anomalous Rainbows, and Related Electromagnetic Phenomena (1984)
- The Moon and the Planets (1985)
- The Sun and Solar System Debris (1986)
- Stars, Galaxies, Cosmos (1987)
- Carolina Bays, Mima Mounds, Submarine Canyons (1988)
- Anomalies in Geology: Physical, Chemical, Biological (1989)
- Neglected Geological Anomalies (1990)
- Inner Earth: A Search for Anomalies (1991)
- Biological Anomalies: Humans I (1992)
- Biological Anomalies: Humans II (1993)
- Biological Anomalies: Humans III (1994)
- Science Frontiers: Some Anomalies and Curiosities of Nature (1994)
- Biological Anomalies: Mammals I (1995)
- Biological Anomalies: Mammals II (1996)
- Biological Anomalies: Birds (1998)
- Ancient Infrastructure: Remarkable Roads, Mines, Walls, Mounds, Stone Circles: A Catalog of Archeological Anomalies (1999)
- Ancient Structures: Remarkable Pyramids, Forts, Towers, Stone Chambers, Cities, Complexes: A Catalog of Archeological Anomalies (2001)
- Remarkable Luminous Phenomena in Nature: A Catalog of Geophysical Anomalies (2001)
- Scientific Anomalies and other Provocative Phenomena (2003)
- Archeological Anomalies: Small Artifacts (2003)
- Archeological Anomalies: Graphic Artifacts I (2005)